# Acronicta infuscata
Acronicta infuscata là một loài bướm đêm trong họ Noctuidae.